# Namibia Power Corporation
Namibia Power Corporation (meist kurz nur NamPower) ist ein namibisches Staatsunternehmen und nationaler Stromerzeuger des Landes. Das Unternehmen ging 1990 aus der bereits 1964 gegründeten Südwest-Afrikanischen Wasser- und Elektrizitäts-Kooperation (SWAWEK) hervor und steht unter indirekter Leitung des namibischen Ministerium für Bergbau und Energie. Unter anderem die Preisgestaltung wird vom unabhängigen Electricity Control Board (ECB) überwacht.
Der langjährige Geschäftsführer Paulinus Shilamba wurde am 23. Juli 2015 suspendiert.

## Infrastruktur
Zum Zeitpunkt der Unabhängigkeit Namibias im Jahre 1990 gab es öffentliche Stromnetze nur in den Städten. Durch intensiven Ausbau des Netzes sind mittlerweile auch zahlreiche Dörfer und ländliche Regionen (Farmen) an das öffentliche Stromnetz von NamPower angeschlossen.
NamPower verfügt über Stromkraftwerke (derzeit durch Wasser, Kohle, Diesel) sowie die nötige Infrastruktur zur Verteilung des Stroms. Die Stromverteilung obliegt Nampower direkt (an Farmen und Bergbau), den fünf Regional Electricity Distributors (RED) (Regionale Stromverteilungs-Gesellschaften) als Tochterunternehmen der NamPower beziehungsweise den Städten als Beauftragte. Unter Beteiligung der SWAWEK und der südafrikanischen IDC entstand seit 1971 das Ruacana-Wasserkraftwerk als Teil des Cunene-Projekts.
Zurzeit (Stand 2015) werden bis zu 85 Prozent  des Strombedarfs Namibias durch Importe aus Nachbarländern, darunter von Eskom aus Südafrika sichergestellt. Diese Verträge laufen in den kommenden Jahren aus, so dass Namibia nach alternativen Stromquellen sucht und den Ausbau der vorhandene Kraftwerke sowie den Neubau von Kraftwerken anstrebt.